# Bureau of Navigation (United States Navy)
Ne doit pas être confondu avec Bureau of navigation.
Le Bureau of Navigation de l'United States Navy a été créé en 1862 dans le cadre de la réorganisation du Département de la Marine. 
Ses principales responsabilités consistent à fournir des cartes et des instruments nautiques et à superviser plusieurs activités liées à la recherche sur la navigation, y compris l'Observatoire naval. En 1889, le Bureau acquiert la responsabilité de la gestion du personnel. Le 8 avril 1942, il est rebaptisé Bureau of Naval Personnel (en) (BuPers), nom qu'il conserve depuis,.

## Histoire
Le Bureau of Navigation est l'un des trois bureaux créés par le Congrès le 5 juillet 1862 pour remplacer le Bureau of Construction and Repair, l'un des premiers bureaux du Département de la Marine créé le 31 août 1842 pour remplacer le Board of Navy Commissioners (en).
Le nouveau bureau est initialement chargé de fournir des cartes et des instruments nautiques et de superviser l'observatoire naval américain, le service hydrographique et le bureau de l'almanach nautique. Il a également la responsabilité de l' Académie navale des États-Unis, qui était auparavant sous la juridiction du Bureau of Ordnance and Hydrography. En 1867, le Département de la Marine a pris l'Académie sous supervision directe, mais pendant de nombreuses années, le Bureau of Navigation continue à assurer l'administration courante et la gestion financière.
De 1865 à 1884, le Bureau est responsable du Bureau de détail, qui s'occupe de l'affectation et du détail des officiers de marine. Ce bureau a été créé en mars 1861, juste avant le déclenchement de la guerre civile, au sein du bureau du secrétaire de la Marine. Le Bureau de détail est revenu au bureau du secrétaire le 1er octobre 1884, mais est rétabli au Bureau of Navigation quelques mois plus tard, le 22 mai 1885. Le Bureau de détail est réorganisé au sein du Bureau en 1889 sous le nom de Division des officiers et Flotte.
Le Bureau a définitivement acquis des responsabilités en matière de personnel à la fin des années 1880, dans le cadre d'une réorganisation du département de la Marine. Il échange des fonctions avec le Bureau de l'équipement et du recrutement le 30 juin 1889, devenant responsable des questions relatives au personnel enrôlé. Le Bureau de l'équipement et du recrutement (rebaptisé plus tard Bureau de l'équipement) a acquis la responsabilité de l'Observatoire naval, du Bureau de l'almanach nautique et de plusieurs autres bureaux liés à l'équipement. La responsabilité du Service hydrographique est acquise du Bureau of Navigation neuf ans plus tard, le 9 mai 1898.
Le Service hydrographique et l'Observatoire naval (qui avait repris le Bureau de l'almanach nautique) retournent au Bureau of Navigation en juillet 1910 à la suite d'un acte du Congrès du 24 juin 1910 qui partage les fonctions du Bureau de l'équipement.
Le 18 novembre 1909, le Bureau of Navigation devient une partie de la Division du personnel nouvellement créée du Département de la marine. Le statut de bureau autonome est retrouvé lorsque la Division du personnel est abolie le 25 avril 1913.
Le changement d'orientation de la navigation à la gestion du personnel a entraîné un changement de nom pendant la Seconde Guerre mondiale. En 1942, le Bureau of Navigation est rebaptisé Bureau of Naval Personnel (BuPers). Le Service hydrographique et l'Observatoire naval sont transférés au Bureau du chef des opérations navales.